# Ysideria hastata
Ysideria hastata är en ringmaskart som beskrevs av Ruff in Blake, Hilbig och Scott 1995. Ysideria hastata ingår i släktet Ysideria och familjen Polynoidae. Inga underarter finns listade i Catalogue of Life.